# Phakphum Romsaithong
Phakphum Romsaithong ( thaï : ภาคภูมิ ร่มไทรทอง, né le 5 janvier 1992), surnommé Mile (มาย) est un chanteur, acteur et mannequin thaïlandais. Il est surtout connu pour la série KinnPorsche (2022).

## Éducation
En 2017, Mile est diplômé de l'Université Thammasat avec un baccalauréat de la Faculté de journalisme et de communication de masse.

## Carrière
En 2021, Mile a été choisi comme l'un des rôles principaux de la série thaï KinnPorsche .

## Filmographie

### Court-métrage
- 2020 : Ladytwenty : Mille[3]

### Télévision
- 2018 : Khamin Rak Kap Poun : Mad Sir Poon
- 2022 : KinnPorsche : Kinn Anakinn Theerapanyakul

### Émissions
- 2021 : คุณพระช่วย : Invité[4]
- 2021 : GACHA GACHA ท้าอร่อย 2[5]
- 2022 : Sound check[6]

### Apparitions dans des clips
- 2018 : พะวง de พริกไทย[7]
- 2019 : ไม่รู้สึก de โอบ โอบขวัญ[8]
- 2020 : เพื่อนเล่น de Mine[9]
- 2020 : เสก de Jodai x พริกไทย[10]

## Discographie
| An   | Titre de la chanson               | Notes  | Ref.   |
| ---- | --------------------------------- | ------ | ------ |
| 2016 | ไม่อยากเห็นเธอเป็นแบบนี้ (Just enough) | single | [ 11 ] |
| 2017 | ในความฝัน(ในของขวัญ) (Dream)        | single | [ 12 ] |
| 2018 | อย่าถามเวลากับนาฬิกาที่หยุดเดิน          | single | [ 13 ] |